# Pradzalà
Het Pradzalà is een skicomplex in Pragelato (Italië) en diende als accommodatie voor het schansspringen en de noordse combinatie tijdens de Olympische Winterspelen 2006.
Het plaatsje Pragelato ligt in het dal Val Chisone op 1518 meter. Het ligt voor het overgrote deel aan de linkerkant van de rivier de Chisone aan de voet van de Monte Albergian.
De accommodatie ligt in het dorp op 1524 meter hoogte, op zo'n 80 kilometer van Turijn. De baan voor de noordse combinatie ligt in het dal van Val Chisone tussen de plaatsjes Pattemouche en Granges een paar kilometers van Sestriere en wordt Pragelato Plan genoemd. 
Pradzalà bevat twee wedstrijdschansen en drie trainingsschansen. Het complex beschikt over extra faciliteiten voor de sporters, families, sponsors en het publiek. De accommodatie biedt plaats aan 8116 toeschouwers.